# Capi di Stato dell'Ungheria
I presidenti dell'Ungheria si sono succeduti a partire dal 1918, allorché il Paese dichiarò la propria indipendenza dalla monarchia asburgica.

## Storia
La rivoluzione del 1848 ebbe particolare impatto sul Regno d'Ungheria. I magiari volevano stabilire uno Stato ungherese, mentre i croati cercavano di ottenere un governo autonomo e l'indipendenza dall'Ungheria.
Lo Stato indipendente ungherese fu proclamato il 14 aprile 1849, con Lajos Kossuth in qualità di Governatore-Presidente. Il 13 agosto 1849 gli Asburgo riasserirono la propria autorità con l'aiuto delle truppe russe.

## Elenco

### Repubblica Popolare Ungherese
| Presidente | Presidente     | Partito                   | Mandato          | Mandato       |
| Presidente | Presidente     | Partito                   | Inizio           | Fine          |
| ---------- | -------------- | ------------------------- | ---------------- | ------------- |
|            | Mihály Károlyi | Partito dell'Indipendenza | 16 novembre 1918 | 21 marzo 1919 |

### Repubblica Sovietica Ungherese
| Presidente | Presidente    | Partito                     | Mandato       | Mandato        |
| Presidente | Presidente    | Partito                     | Inizio        | Fine           |
| ---------- | ------------- | --------------------------- | ------------- | -------------- |
|            | Sándor Garbai | Partito Comunista Ungherese | 21 marzo 1919 | 1º agosto 1919 |

### Repubblica Popolare Ungherese
| Capo di Stato provvisorio | Capo di Stato provvisorio | Partito                              | Mandato        | Mandato       |
| Capo di Stato provvisorio | Capo di Stato provvisorio | Partito                              | Inizio         | Fine          |
| ------------------------- | ------------------------- | ------------------------------------ | -------------- | ------------- |
|                           | Gyula Peidl ad interim    | Partito Socialdemocratico d'Ungheria | 1º agosto 1919 | 6 agosto 1919 |

### Repubblica Ungherese
| Capo di Stato provvisorio | Capo di Stato provvisorio                       | Partito | Mandato          | Mandato          |
| Capo di Stato provvisorio | Capo di Stato provvisorio                       | Partito | Inizio           | Fine             |
| ------------------------- | ----------------------------------------------- | ------- | ---------------- | ---------------- |
|                           | Giuseppe Augusto d'Asburgo-Lorena come Reggente | Nessuno | 7 agosto 1919    | 23 agosto 1919   |
|                           | István Friedrich ad interim                     | KNEP    | 23 agosto 1919   | 24 novembre 1919 |
|                           | Károly Huszár ad interim                        | KNEP    | 24 novembre 1919 | 1º marzo 1920    |

### Regno d'Ungheria

#### Reggenza
| Reggente | Reggente      | Partito | Mandato       | Mandato         |
| Reggente | Reggente      | Partito | Inizio        | Fine            |
| -------- | ------------- | ------- | ------------- | --------------- |
|          | Miklós Horthy | Nessuno | 1º marzo 1920 | 15 ottobre 1944 |

#### Governo di unità nazionale
| Guida della Nazione | Guida della Nazione | Partito                       | Mandato         | Mandato       |
| Guida della Nazione | Guida della Nazione | Partito                       | Inizio          | Fine          |
| ------------------- | ------------------- | ----------------------------- | --------------- | ------------- |
|                     | Ferenc Szálasi      | Partito delle Croci Frecciate | 16 ottobre 1944 | 28 marzo 1945 |

#### Governi provvisori antinazisti
| Capo di Stato provvisorio | Capo di Stato provvisorio        | Partito                          | Mandato          | Mandato          |
| Capo di Stato provvisorio | Capo di Stato provvisorio        | Partito                          | Inizio           | Fine             |
| ------------------------- | -------------------------------- | -------------------------------- | ---------------- | ---------------- |
|                           | Béla Miklós                      | Indipendente                     | 21 dicembre 1944 | 25 gennaio 1945  |
| —                         | Primo Alto consiglio nazionale   | Organo collettivo multipartitico | 26 gennaio 1945  | 7 dicembre 1945  |
| —                         | Secondo Alto consiglio nazionale | Organo collettivo multipartitico | 7 dicembre 1945  | 1º febbraio 1946 |

### Repubblica Ungherese (1946-1949)
| Presidente | Presidente      |        | Partito                                      | Mandato          | Mandato        |
| Presidente | Presidente      | Inizio | Partito                                      | Fine             |                |
| ---------- | --------------- | ------ | -------------------------------------------- | ---------------- | -------------- |
|            | Zoltán Tildy    |        | Partito dei Piccoli Proprietari Indipendenti | 1º febbraio 1946 | 3 agosto 1948  |
|            | Árpád Szakasits |        | Partito Ungherese dei Lavoratori             | 3 agosto 1948    | 23 agosto 1949 |

### Repubblica Popolare d'Ungheria

#### Presidenti del Consiglio presidenziale
| Presidente | Presidente          |        | Partito                                                                | Mandato        | Mandato         |
| Presidente | Presidente          | Inizio | Partito                                                                | Fine           |                 |
| ---------- | ------------------- | ------ | ---------------------------------------------------------------------- | -------------- | --------------- |
|            | Árpád Szakasits     |        | Partito Ungherese dei Lavoratori                                       | 23 agosto 1949 | 26 aprile 1950  |
|            | Sándor Rónai        |        | Partito Ungherese dei Lavoratori                                       | 26 aprile 1950 | 14 agosto 1952  |
|            | István Dobi         |        | Partito Ungherese dei Lavoratori, Partito Socialista Operaio Ungherese | 14 agosto 1952 | 14 aprile 1967  |
|            | Pál Losonczi        |        | Partito Socialista Operaio Ungherese                                   | 14 aprile 1967 | 25 giugno 1987  |
|            | Károly Németh       |        | Partito Socialista Operaio Ungherese                                   | 25 giugno 1987 | 29 giugno 1988  |
|            | Brunó Ferenc Straub |        | Partito Socialista Operaio Ungherese                                   | 29 giugno 1988 | 23 ottobre 1989 |

#### Segretari del Partito Ungherese dei Lavoratori/Partito Socialista Operaio Ungherese
- Mátyás Rákosi: 12 giugno 1948 – 18 luglio 1956
- Ernő Gerő: 18 luglio –  25 ottobre 1956
- János Kádár: 25 ottobre 1956 – 22 maggio 1988
- Károly Grósz: 22 maggio 1988 – 7 ottobre 1989

### Ungheria dopo il 1989

#### Repubblica d'Ungheria
| Presidente | Presidente    |        | Partito                         | Elezione   | Mandato         | Mandato         |
| Presidente | Presidente    | Inizio | Partito                         | Elezione   | Fine            |                 |
| ---------- | ------------- | ------ | ------------------------------- | ---------- | --------------- | --------------- |
|            | Mátyás Szűrös |        | Partito Socialista Ungherese    | ad interim | 23 ottobre 1989 | 2 maggio 1990   |
|            | Árpád Göncz   |        | Alleanza dei Liberi Democratici | 1990, 1995 | 2 maggio 1990   | 4 agosto 2000   |
|            | Ferenc Mádl   |        | Indipendente                    | 2000       | 4 agosto 2000   | 5 agosto 2005   |
|            | László Sólyom |        | Indipendente                    | 2005       | 5 agosto 2005   | 6 agosto 2010   |
|            | Pál Schmitt   |        | Fidesz                          | 2010       | 6 agosto 2010   | 1º gennaio 2012 |

#### Ungheria
| Presidente | Presidente    |        | Partito      | Elezione   | Mandato          | Mandato          |
| Presidente | Presidente    | Inizio | Partito      | Elezione   | Fine             |                  |
| ---------- | ------------- | ------ | ------------ | ---------- | ---------------- | ---------------- |
|            | Pál Schmitt   |        | Fidesz       | 2010       | 1º gennaio 2012  | 2 aprile 2012    |
|            | László Kövér  |        | Fidesz       | ad interim | 2 aprile 2012    | 10 maggio 2012   |
|            | János Áder    |        | Fidesz       | 2012, 2017 | 10 maggio 2012   | 10 maggio 2022   |
|            | Katalin Novák |        | Fidesz       | 2022       | 10 maggio 2022   | 26 febbraio 2024 |
|            | László Kövér  |        | Fidesz       | ad interim | 26 febbraio 2024 | 5 marzo 2024     |
|            | Tamás Sulyok  |        | Indipendente | 2024       | 5 marzo 2024     | in carica        |